# ATP Nizza

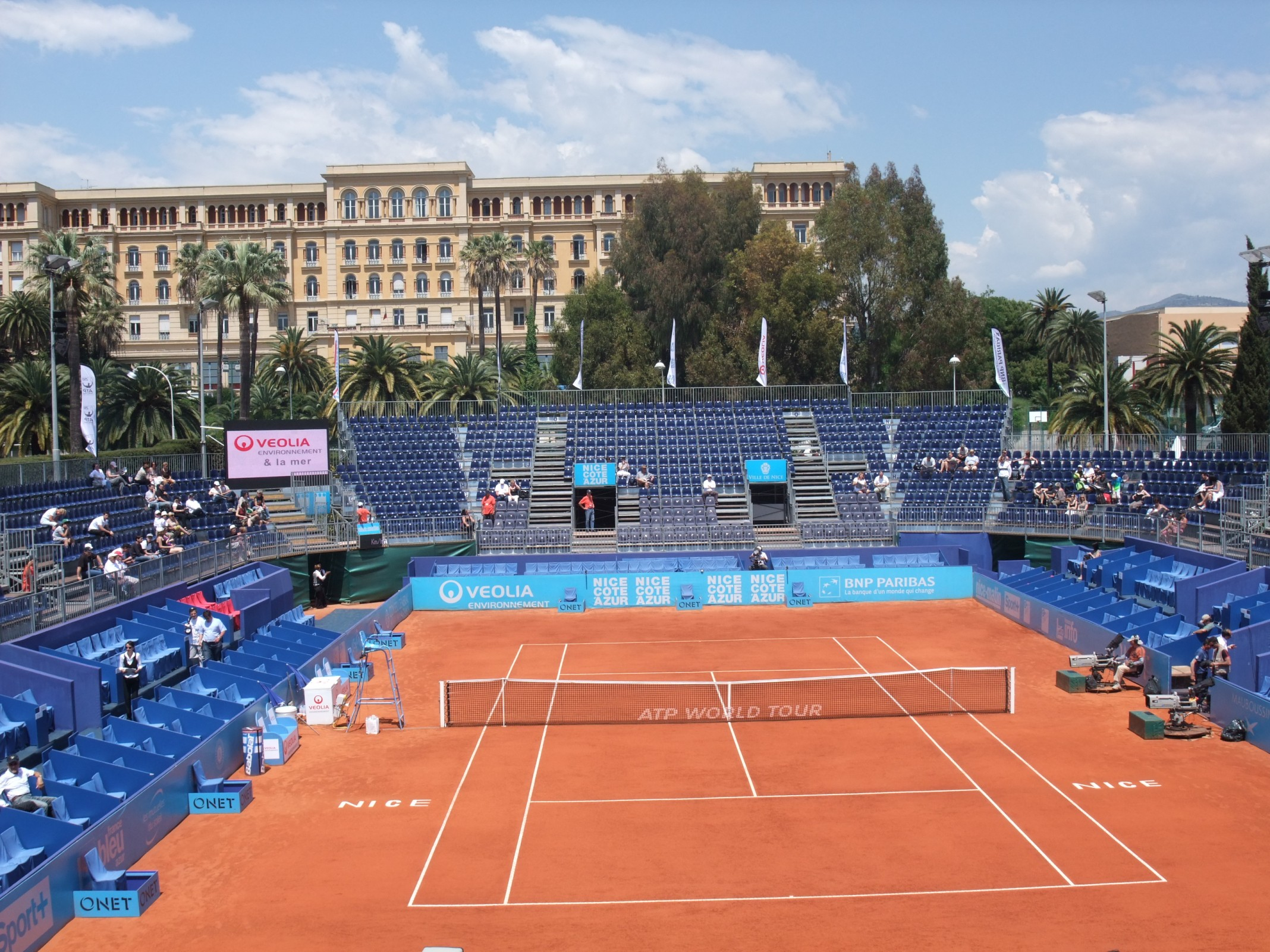
Center Court im Nice Lawn Tennis Club, dem Veranstaltungsort des Turniers

Das ATP-Turnier von Nizza (offiziell Open de Nice Côte d’Azur) war ein Herren-Tennisturnier der Kategorie ATP Tour 250 innerhalb der ATP Tour und fand alljährlich in der Woche vor den French Open statt. Es fand im Freien auf Sandplatz statt.

## Geschichte
Der Nice Lawn Tennis Club veranstaltete von 1971 bis 1995 im Rahmen des Grand Prix Tennis Circuit jedes Jahr ein Profiturnier in Nizza. Das Turnier wurde bereits ab 1898 ausgetragen, fand aber als lokales Klubturnier statt. 2010 ersetzte das Turnier in Nizza nach 15 Jahren Pause im Turnierkalender das ATP-Turnier in Kitzbühel. Nach sieben Ausgaben wurde es 2017 durch ein Turnier in Lyon ersetzt. Austragungsort ist der Nice Lawn Tennis Club.

## Siegerliste
Ilie Năstase (1971, 1972), Björn Borg (1977, 1980), Henri Leconte (1985, 1988), Nicolás Almagro (2011, 2012) und Dominic Thiem (2015, 2016) gewannen das Turnier je zweimal. Yannick Noah war 1981 der erste französische Sieger in Nizza. Auch im Doppel gewannen mit Henri Leconte, Yannick Noah, Patrice Dominguez und François Jauffret mehrere Spieler je zwei Titel, die allesamt aus Frankreich kamen. Damit ist Leconte mit zwei Titeln im Einzel und Doppel übergreifend Rekordchampion.

### Einzel
| Jahr                         | Sieger                 | Finalgegner            | Finalergebnis             |
| ---------------------------- | ---------------------- | ---------------------- | ------------------------- |
| 2016                         | Dominic Thiem (2)      | Alexander Zverev       | 6:4, 3:6, 6:0             |
| 2015                         | Dominic Thiem (1)      | Leonardo Mayer         | 6:78, 7:5, 7:62           |
| 2014                         | Ernests Gulbis         | Federico Delbonis      | 6:1, 7:65                 |
| 2013                         | Albert Montañés        | Gaël Monfils           | 6:0, 7:63                 |
| 2012                         | Nicolás Almagro (2)    | Brian Baker            | 6:3, 6:2                  |
| 2011                         | Nicolás Almagro (1)    | Victor Hănescu         | 6:75, 6:3, 6:3            |
| 2010                         | Richard Gasquet        | Fernando Verdasco      | 6:3, 5:7, 7:65            |
| 1996–2009: nicht ausgetragen |                        |                        |                           |
| 1995                         | Marc Rosset            | Jewgeni Kafelnikow     | 6:4, 6:0                  |
| 1994                         | Alberto Berasategui    | Jim Courier            | 6:4, 6:2                  |
| 1993                         | Marc-Kevin Goellner    | Ivan Lendl             | 1:6, 6:4, 6:2             |
| 1992                         | Gabriel Markus         | Javier Sánchez         | 6:4, 6:4                  |
| 1991                         | Martín Jaite           | Goran Prpić            | 3:6, 7:6, 6:3             |
| 1990                         | Juan Aguilera          | Guy Forget             | 2:6, 6:3, 6:4             |
| 1989                         | Andrei Tschesnokow     | Jérôme Potier          | 6:4, 6:4                  |
| 1988                         | Henri Leconte (2)      | Jérôme Potier          | 6:2, 6:2                  |
| 1987                         | Kent Carlsson          | Emilio Sánchez Vicario | 7:6, 6:3                  |
| 1986                         | Emilio Sánchez Vicario | Paul McNamee           | 6:1, 6:3                  |
| 1985                         | Henri Leconte (1)      | Víctor Pecci           | 6:4, 6:4                  |
| 1984                         | Andrés Gómez           | Henrik Sundström       | 6:1, 6:4                  |
| 1983                         | Henrik Sundström       | Manuel Orantes         | 7:5, 4:6, 6:3             |
| 1982                         | Balázs Taróczy         | Yannick Noah           | 6:2, 3:6, 13:11           |
| 1981                         | Yannick Noah           | Mario Martínez         | 6:4, 6:2                  |
| 1980                         | Björn Borg (2)         | Manuel Orantes         | 6:2, 6:0, 6:1             |
| 1979                         | Víctor Pecci           | John Alexander         | 6:3, 6:2, 7:5             |
| 1978                         | José Higueras          | Yannick Noah           | 6:3, 6:4, 6:4             |
| 1977                         | Björn Borg (1)         | Guillermo Vilas        | 6:4, 1:6, 6:2, 6:0        |
| 1976                         | Corrado Barazzutti     | Jan Kodeš              | 6:2, 2:6, 5:7, 7:6, 8:6   |
| 1975                         | Dick Crealy            | Iván Molina            | 7:6, 6:4, 6:3             |
| 1974                         | nicht ausgetragen      | nicht ausgetragen      | nicht ausgetragen         |
| 1973                         | Manuel Orantes         | Adriano Panatta        | 7:6, 5:7, 4:6, 7:6, 12:10 |
| 1972                         | Ilie Năstase (2)       | Jan Kodeš              | 6:0, 6:4, 6:3             |
| 1971                         | Ilie Năstase (1)       | Jan Kodeš              | 10:8, 11:9, 6:1           |

### Doppel
| Jahr                         | Sieger                                      | Finalgegner                        | Finalergebnis     |
| ---------------------------- | ------------------------------------------- | ---------------------------------- | ----------------- |
| 2016                         | Juan Sebastián Cabal Robert Farah           | Mate Pavić Michael Venus           | 4:6, 6:4, [10:8]  |
| 2015                         | Mate Pavić Michael Venus                    | Jean-Julien Rojer Horia Tecău      | 7:64, 2:6, [10:8] |
| 2014                         | Martin Kližan Philipp Oswald                | Rohan Bopanna Aisam-ul-Haq Qureshi | 6:2, 6:0          |
| 2013                         | Johan Brunström Raven Klaasen               | Juan Sebastián Cabal Robert Farah  | 6:3, 6:2          |
| 2012                         | Bob Bryan Mike Bryan                        | Oliver Marach Filip Polášek        | 7:65, 6:3         |
| 2011                         | Eric Butorac Jean-Julien Rojer              | Santiago González David Marrero    | 6:3, 6:4          |
| 2010                         | Marcelo Melo Bruno Soares                   | Rohan Bopanna Aisam-ul-Haq Qureshi | 1:6, 6:3, [10:5]  |
| 1996–2009: nicht ausgetragen |                                             |                                    |                   |
| 1995                         | Cyril Suk Daniel Vacek                      | Luke Jensen David Wheaton          | 3:6, 7:6, 7:6     |
| 1994                         | Javier Sánchez Mark Woodforde               | Hendrik Jan Davids Piet Norval     | 7:5, 6:3          |
| 1993                         | David Macpherson Laurie Warder              | Shelby Cannon Scott Melville       | 3:4 aufgg.        |
| 1992                         | Patrick Galbraith Scott Melville            | Pieter Aldrich Danie Visser        | 6:1, 3:6, 6:4     |
| 1991                         | Rikard Bergh Jan Gunnarsson                 | Vojtěch Flégl Nicklas Utgren       | 6:4, 4:6, 6:3     |
| 1990                         | Alberto Mancini Yannick Noah (3)            | Marcelo Filippini Horst Skoff      | 6:4, 7:6          |
| 1989                         | Ricki Osterthun Udo Riglewski               | Heinz Günthardt Balázs Taróczy     | 7:6, 6:7, 6:1     |
| 1988                         | Henri Leconte (2) Guy Forget                | Heinz Günthardt Diego Nargiso      | 4:6, 6:3, 6:4     |
| 1987                         | Emilio Sánchez Vicario Sergio Casal         | Claudio Mezzadri Gianni Ocleppo    | 6:4, 6:3          |
| 1986                         | Jakob Hlasek Pavel Složil (2)               | Gary Donnelly Colin Dowdeswell     | 6:3, 4:6, 11:9    |
| 1985                         | Claudio Panatta Pavel Složil (1)            | Loïc Courteau Guy Forget           | 3:6, 6:3, 8:6     |
| 1984                         | Jan Gunnarsson Michael Mortensen            | Hans Gildemeister Andrés Gómez     | 6:1, 7:5          |
| 1983                         | Bernard Boileau Libor Pimek                 | Bernard Fritz Jean-Louis Haillet   | 6:3, 6:4          |
| 1982                         | Henri Leconte (1) Yannick Noah (2)          | Paul McNamee Balázs Taróczy        | 5:7, 6:4, 6:3     |
| 1981                         | Yannick Noah (1) Pascal Portes              | Chris Lewis Pavel Složil           | 4:6, 6:3, 6:4     |
| 1980                         | Chris Delaney Kim Warwick                   | Stanislav Birner Jiří Hřebec       | 6:4, 6:0          |
| 1979                         | Paul McNamee Peter McNamara                 | Pavel Složil Tomáš Šmíd            | 6:1, 3:6, 6:2     |
| 1978                         | Patrice Dominguez (2) François Jauffret (2) | Jan Kodeš Tomáš Šmíd               | 6:4, 6:0          |
| 1977                         | Ion Țiriac Guillermo Vilas                  | Chris Kachel Chris Lewis           | 6:4, 6:1          |
| 1976                         | Patrice Dominguez (1) François Jauffret (1) | Wojciech Fibak Karl Meiler         | 6:4, 3:6, 6:3     |
| 1973–1975: nicht ausgetragen |                                             |                                    |                   |
| 1972                         | Jan Kodeš Stan Smith                        | Frew McMillan Ilie Năstase         | 6:3, 3:6, 7:5     |